# Bernes
Bernes is een gemeente in het Franse departement Somme (regio Hauts-de-France) en telt 331 inwoners (1999). De plaats maakt deel uit van het arrondissement Péronne.

## Geografie
De oppervlakte van Bernes bedraagt 7,6 km², de bevolkingsdichtheid is 43,6 inwoners per km².
De onderstaande kaart toont de ligging van Bernes met de belangrijkste infrastructuur en aangrenzende gemeenten.

## Demografie
Onderstaande figuur toont het verloop van het inwonertal (bron: INSEE-tellingen).